# Più di me
Più di me è un album di Ornella Vanoni pubblicato il 17 ottobre 2008 per festeggiare i 50 anni di carriera della cantante. Prodotto da Celso Valli con la collaborazione di Mario Lavezzi, alla parte vocale, il disco è composto interamente da duetti, due inediti con Eros Ramazzotti Solo un volo e con Mina Amiche mai, gli altri duetti sono rifacimenti delle canzoni più significative del repertorio della Vanoni, che la vede duettare con artisti come Fiorella Mannoia, Carmen Consoli, Gianni Morandi, Claudio Baglioni, Lucio Dalla, Jovanotti, i Pooh e la rivelazione del 2008 Giusy Ferreri.

## Tracce
1. Solo un volo con Eros Ramazzotti - 4:07 - 
(Eros Ramazzotti-Adelio Cogliati-Claudio Guidetti)
2. Più con Jovanotti - 3:49 - 
(Maurizio Piccoli-Sergepy)
3. Eternità con i Pooh - 3:47 - 
(Giancarlo Bigazzi-Claudio Cavallaro)
4. La musica è finita con Gianni Morandi - 3:25 - 
(Umberto Bindi-Franco Califano-Nicola Salerno)
5. Senza fine con Lucio Dalla - 3:41 - 
(Gino Paoli)
6. Una ragione di più con Giusy Ferreri - 3:37 - 
(Mino Reitano-Franco Califano-Franco Reitano-Luciano Beretta)
7. Domani è un altro giorno (The Wonders You Perform) con Claudio Baglioni - 3:14 - 
(Jim Chesnut-Giorgio Calabrese)
8. Senza paura con Fiorella Mannoia - 3:52 - 
(Vinícius de Moraes-Toquinho-Sergio Bardotti)
9. L'appuntamento (Sentado À Beira Do Caminho) con Carmen Consoli - 5:05 - 
(Roberto Carlos-Erasmo Carlos-Bruno Lauzi)
10. Io so che ti amerò (Eu Sei Que Vou Te Amar) con Jovanotti - 3:39 - 
(Antônio Carlos Jobim-Vinícius de Moraes-Sergio Bardotti)
11. Amiche mai con Mina - 4:13 - 
(Andrea Mingardi-Maurizio Tirelli)

## Formazione
- Ornella Vanoni – voce
- Massimo Varini – chitarra acustica, chitarra elettrica
- Celso Valli – tastiera, programmazione, sintetizzatore, percussioni, pianoforte, Fender Rhodes
- Giorgio Secco – chitarra elettrica
- Cesare Chiodo – basso
- Alfredo Golino – batteria
- Samuele Dessì – percussioni, programmazione
- Paolo Valli – batteria, programmazione, chitarra elettrica, percussioni, batteria elettronica
- Dado Neri – basso, programmazione, percussioni

## Andamento nella classifica degli album italiana
| Posizione | 3 | 3 | 4 | 4 | 8 | 9 | 14 | 12 | 14 | 11 | 13 | 11 | 12 | 15 | 27 | 21 | 14 | 12 | 25 | 15 | 22 | 20 | 18 | 26 | 24 | 39 | 37 | 38 | 48 | 34 |

| Settimana | 31 | 32 | 33 | 34 | 35 | 36 | 37 | 38 | 39 | 40 | 41 | 42 | 43 | 44 | 45 | 46 | 47 | 48 | 49 | 50 |
| --------- | -- | -- | -- | -- | -- | -- | -- | -- | -- | -- | -- | -- | -- | -- | -- | -- | -- | -- | -- | -- |
| Posizione | 38 | 57 | 59 | 78 | -  | 87 | -  | -  | 94 | 90 | 93 | 98 | 88 | -  | -  | 72 | -  | -  | -  | 93 |